# Eldin Jakupović
Pour les articles homonymes, voir Eldin.
Eldin Jakupović, né le 2 octobre 1984 à Kozarac (RSF Yougoslavie), est un footballeur international suisse jouant au poste de gardien de but.

## Biographie
Il est détenteur à la fois des nationalités suisse et bosnienne et représente les deux nations au niveau espoirs. 
Il possède une sélection avec l'équipe nationale suisse pour laquelle il dispute un match contre Chypre.
Le 9 juillet 2012, il signe un contrat de deux ans avec Hull City.
Le 13 février 2014, il est prêté à Leyton Orient.
Le 19 juillet 2017, il rejoint Leicester City pour trois saisons. Le 6 janvier 2018, le gardien suisse participe à sa première rencontre avec les Foxes lors d'un match de Coupe d'Angleterre contre Fleetwood Town.
Le 13 septembre 2022, il rejoint Everton, qui a perdu sur blessure deux de ses quatre gardiens, Jordan Pickford et Andy Lonergan.
À l'aube de la saison 2023 de Major League Soccer, il s'engage au Los Angeles FC avec un contrat d'un an.